# Mario Soto
Mario Soto Benavides (Santiago, 10 de julho de 1950) é um ex-futebolista chileno que jogou pela seleção do Chile na Copa de 1982. No total, disputou 48 partidas e marcou 1 gol entre 1975 e 1985.
Soto, um dos ídolos do Cobreloa (onde jogou entre 1978 e 1985, quando abandonou os gramados), também jogou nos times Magallanes (seu primeiro time) e Unión Española (ambos do Chile) e Palmeiras (Brasil - único time não-chileno que defendeu).
Ficou conhecido no Brasil por sua violenta atuação nas finais da Copa Libertadores de 1981, em que o Cobreloa enfrentou o Flamengo. Após a derrota de 1 x 2 no jogo de ida, os chilenos venceram em Santiago por 1 x 0, com Soto abrindo os supercílios de Adílio e Lico, com uma pedra que levava na mão - outras versões apontam que o objeto era um anel afiado. O regulamento da época previa uma terceira partida em campo neutro em caso de vitórias (ou dois empates) para ambos os finalistas, e justamente em função dos ferimentos, Lico teve de ficar de fora. Conta-se que Soto foi motivado a agir assim por ter entendido que o zagueiro do Flamengo, Mozer, havia acertado uma cotovelada intencionalmente em um jogador do Cobreloa durante um lance  de bola na área.
A finalíssima ocorreu em Montevidéu e, após o Flamengo ter assegurado a vitória por 2 x 0, o técnico Paulo César Carpegiani colocou em campo o atacante reserva Anselmo, somente para agredir o zagueiro (que, coincidentemente, havia acabado de aplicar uma dura falta sobre Tita logo antes de Anselmo entrar em campo). Sentindo a força do soco de Anselmo, Soto acabou desmaiando; o atacante deixou o campo tão logo bateu no chileno, que também foi expulso.